# 囍帖街 (歌曲)
《囍帖街》是香港女歌手謝安琪於2008年的歌曲，收錄自大碟《Binary》，由郭偉亮作曲、編曲和監製，黃偉文填詞。《囍帖街》除了成為謝安琪首支《勁歌金榜》、《903 專業推介》、《新城勁爆本地榜》、《中文歌曲龍虎榜》四台冠軍歌曲，亦成為2008年香港年度歌曲。此歌曲為2000年代迄今為止，第三首亦是最後一首（第一首為1994年黎明的《那有一天不想你》，第二首為2006年古巨基的《愛得太遲》）能夠全數奪得香港四大電子傳媒的年度最佳金曲獎，包括叱咤樂壇至尊歌曲大獎、勁歌金曲金曲金獎、新城勁爆年度歌曲大獎、港台全球華人至尊金曲等，成績驕人，被肯定為千禧香港樂壇之經典。此外帶挈謝安琪獲得多個大獎，《歡送會》為國語版本，作詞為林若寧。

## 簡介
謝安琪曾說，皇后碼頭清拆後舉行的《城市論壇》觸動她托黃偉文寫關於保育的歌，《囍帖街》就此誕生。而《囍帖街》表面上是一首情歌，實際想表達對灣仔利東街被清拆的惋惜，也暗喻了香港主權移交後的環境變化。

## 翻唱歌手
- 陳奕迅（Duo演唱會）
- 蘇永康（演唱會Live Version及唱片So I Sing）
- 容祖兒 (下一站容我開唱 2022)
- 官恩娜
- 黃碧蓮、李雯希（清唱 囍帖街 ABC TV國際電視台 Music 音樂節目 The Music Show）
- 張敬軒（HinsideOut張敬軒演唱會及唱片Dahlia II）
- IU（演唱會）
- 楊丞琳（演唱會）
- 蔡依林（演唱會）
- 李克勤（亞洲流行音樂節2017）
- 周深
- 姜梓新
- 梁栩寧（聲夢JUNIOR）

## 獎項
《囍帖街》是史上獲得最多獎項的香港歌曲，統計歌曲及創作者獎項，獲獎超過28次。
- 相關歌曲獎
  - Yahoo!搜尋人氣大獎2008 - 「Yahoo!Music十大人氣歌曲2008」
  - SINA Music樂壇民意指數頒獎禮2008 - 「最高收聽率二十大歌曲」
  - SINA Music樂壇民意指數頒獎禮2008 - 「我最喜愛至尊金曲」
  - 9+2音樂先鋒榜2008年度頒獎典禮 - 「（港台）十大先鋒金曲」
  - TVB勁歌金曲優秀選第三回 - 得獎歌曲
  - 新城勁爆頒獎禮2008 - 「新城勁爆我最欣賞歌曲」
  - 新城勁爆頒獎禮2008 - 「新城勁爆年度歌曲大獎」
  - 2008年度叱咤樂壇流行榜頒獎典禮 - 「叱咤樂壇至尊歌曲大獎」
  - 2008年度叱咤樂壇流行榜頒獎典禮 - 「叱咤樂壇我最喜愛的歌曲大獎」（3868票）
  - 2008年十大勁歌金曲頒獎典禮 - 「十大勁歌金曲」
  - 2008年十大勁歌金曲頒獎典禮 - 「金曲金獎」
  - 第三十一屆十大中文金曲頒獎音樂會 - 「十大中文金曲」
  - 第三十一屆十大中文金曲頒獎音樂會 - 「全球華人至尊金曲」
  - 2008年度四台聯頒音樂大獎－「歌曲大獎」
  - uchannel uChoice 音樂評選2008 - 「Youth 最愛年度十大歌曲」
  - 加拿大至HIT中文歌曲排行榜 2008年度總選 - 「全國推崇十大歌曲（粵語）」
  - 華語金曲獎2009 - 「年度最佳粵語歌曲」
  - 第一屆香港數碼音樂頒獎典禮 - 「十大最高次數下載MV」
  - 第一屆香港數碼音樂頒獎典禮 - 「十大最高次數點播MV」
  - 第一屆香港數碼音樂頒獎典禮 - 「十大最高次數接駁鈴聲歌曲」
  - 第一屆香港數碼音樂頒獎典禮 - 「十大最高次數原音鈴聲歌曲」
  - 第一屆香港數碼音樂頒獎典禮 - 「十大最高次數下載歌曲」
  - 第一屆香港數碼音樂頒獎典禮 - 「十大最高次數點播歌曲」
  - 第九屆華語音樂傳媒大獎 - 「年度粵語歌曲」
  - 第二屆香港數碼音樂頒獎典禮 - 「十大最高次數下載歌曲」
  - 第二屆香港數碼音樂頒獎典禮 - 「十大最高次數原音鈴聲歌曲」
  - 第二屆香港數碼音樂頒獎典禮 - 「十大最高次數接駁鈴聲歌曲」
  - 第二屆香港數碼音樂頒獎典禮 - 「十大最高次數下載MV」
  - 第二屆香港數碼音樂頒獎典禮 - 「十大最高銷量歌曲」

- 相關創作者獎
  - 2008 CASH金帆音樂獎 - 「最佳歌詞」：黃偉文
  - 2008 CASH金帆音樂獎 - 「最佳旋律」：郭偉亮
  - 明報周刊演藝動力大獎2008 - 「最突出女歌手」：謝安琪
  - 明報周刊演藝動力大獎2008 - 「最突出音樂幕後精英」：黃偉文
  - 2008年十大勁歌金曲頒獎典禮 - 「最佳作曲」：郭偉亮
  - 2008年十大勁歌金曲頒獎典禮 - 「最佳填詞」：黃偉文

## 流行榜走勢

### 叱吒903專業推介 走勢
合共上榜12周，為全年最多上榜周的歌曲。此外，截至第41周時非官方播放次數統計為232次。
| 周次             | 第29周     | 第30周      | 第31周      | 第32周     | 第33周     | 第34周      | 第35周      | 第36周     | 第37周     | 第38周      | 第39周      | 第40周      | 第41周      | 備註  |
| 播放率統計日期   | 9/7 - 16/7 | 16/7 - 23/7 | 23/7 - 30/7 | 30/7 - 6/8 | 6/8 - 13/8 | 13/8 - 20/8 | 20/8 - 27/8 | 27/8 - 3/9 | 3/9 - 10/9 | 10/9 - 17/9 | 17/9 - 24/9 | 24/9 - 1/10 | 1/10 - 8/10 |       |
| 放榜日期         | 7月19日    | 7月26日     | 8月2日      | 8月9日     | 8月16日    | 8月23日     | 8月30日     | 9月6日     | 9月13日    | 9月20日     | 9月27日     | 10月4日     | 10月11日    |       |
| 榜上位置         | 20         | --          | 6           | 7          | 4          | 4           | 7           | 4          | 4          | 2           | 4           | 1           | 10          | [ 4 ] |
| 非官方播放率統計 | 6          | ~5~         | 15          | 16         | 18         | 18          | 15          | 21         | 20         | 33          | 15          | 42          | 13          | 232次 |
| ---------------- | ---------- | ----------- | ----------- | ---------- | ---------- | ----------- | ----------- | ---------- | ---------- | ----------- | ----------- | ----------- | ----------- | ----- |

- 符號（--）表示 沒有上榜
- 符號（~ ~）表示 因為歌曲沒有上榜，而該周的播放率不作計算

### 香港電台第二台 中文歌曲龍虎榜 走勢
合共上榜13周，為全年最多上榜周的歌曲。
| 周次     | 第29周  | 第30周  | 第31周 | 第32周 | 第33周  | 第34周  | 第35周  | 第36周 | 第37周  | 第38周  | 第39周  | 第40周  | 第41周   | 備註  |
| 放榜日期 | 7月19日 | 7月26日 | 8月2日 | 8月9日 | 8月16日 | 8月23日 | 8月30日 | 9月6日 | 9月13日 | 9月20日 | 9月27日 | 10月4日 | 10月11日 |       |
| 榜上位置 | 12      | 6       | 4      | 2      | 1       | 4       | 5       | 9      | 6       | 10      | 13      | 16      | 17       | [ 5 ] |
| -------- | ------- | ------- | ------ | ------ | ------- | ------- | ------- | ------ | ------- | ------- | ------- | ------- | -------- | ----- |

### 新城勁爆本地榜 走勢
合共上榜12周，為全年最多上榜周的歌曲。
| 周次     | 第30周  | 第31周 | 第32周 | 第33周  | 第34周  | 第35周  | 第36周 | 第37周  | 第38周  | 第39周  | 第40周  | 第41周   | 備註  |
| 放榜日期 | 7月26日 | 8月2日 | 8月9日 | 8月16日 | 8月23日 | 8月30日 | 9月6日 | 9月13日 | 9月20日 | 9月27日 | 10月4日 | 10月11日 |       |
| 榜上位置 | 17      | 11     | 9      | 8       | 7       | 7       | 6      | 5       | 5       | 4       | 2       | 1        | [ 6 ] |
| -------- | ------- | ------ | ------ | ------- | ------- | ------- | ------ | ------- | ------- | ------- | ------- | -------- | ----- |

### 無綫電視勁歌金榜 走勢
合共上榜5周，為全年最多上榜周的歌曲。
| 周次     | 第37周  | 第38周  | 第39周  | 第40周  | 第41周   | 備註 |
| 放榜日期 | 9月13日 | 9月20日 | 9月27日 | 10月4日 | 10月11日 |      |
| 榜上位置 | 10      | 6       | 4       | 3       | 1        |      |
| -------- | ------- | ------- | ------- | ------- | -------- | ---- |

## 各傳媒流行周榜之最高位置
|          | 香港 | 香港 | 香港 | 香港               | 亞洲 |
| 903      | RTHK | 997  | TVB  | 全球華語歌曲排行榜 |      |
| -------- | ---- | ---- | ---- | ------------------ | ---- |
| 最高位置 | 1    | 1    | 1    | 1                  | 1    |

粗體 表示 冠軍歌

## 外部連結
- HMV－Binary[永久]
- YouTube上的《囍帖街》 - 謝安琪